# Білий звір
Білий звір (латис. Baltais zvērs) — латвійський короткометражний фільм 2005 року, знятий режисером Янісом Вінгрісом. Стрічка тривалістю 20 хвилин розповідає про антиутопічну реальність майбутнього та має соціально-критичне спрямування.

## Синопсис
Дія фільму відбувається у 2012 році. У Латвії діє закон, за яким кожен громадянин зобов'язаний мати на банківській картці мінімум 30 латів. У разі перевірки поліцією громадянин повинен показати і карту, і відповідну суму. Якщо людина не може цього зробити, її визнають «зловмисним бідняком» та заарештовують.

## У ролях
| Актор            | Роль |
| ---------------- | ---- |
| Рудолфс Плєпіс   |      |
| Юріс Барткевічс  |      |
| Каспарс Пуце     |      |
| Тіртс Круміньш   |      |
| Марціс Маньяковс |      |

## Виробництво
Фільм був створений студією «Eho Filma». Операторська робота належить Гінтсу Берзіньшу, а музику написав Стівен Гопер. Монтаж виконували Яніс Вінгріс та Гатіс Шмітс.